# Дворец бракосочетаний (Черкассы)

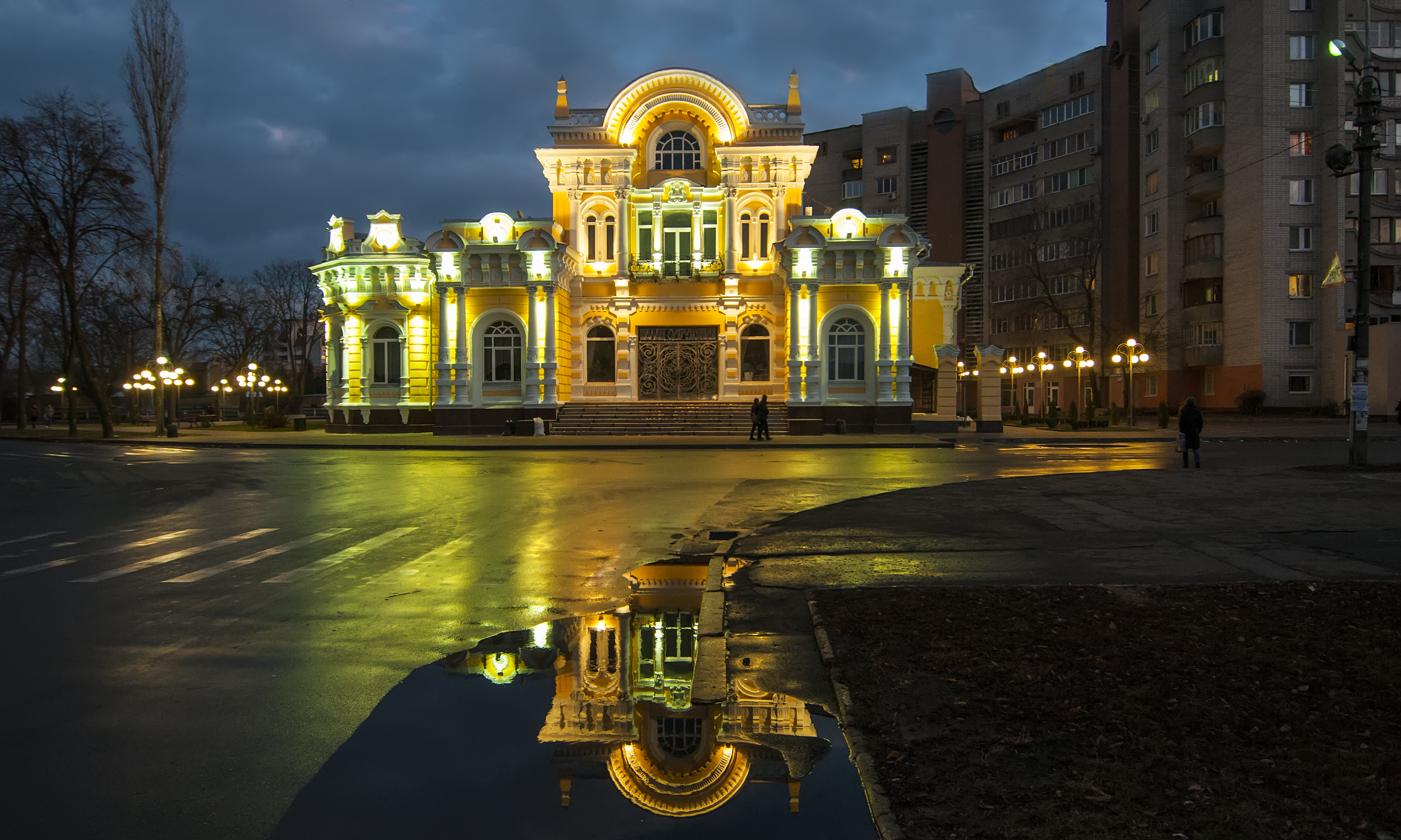
Ночной вид здания

Дворец бракосочетаний — это общественное здание в центральной части города Черкассы Черкасской области, памятник архитектуры XIX века.

## История
Особняк предпринимателя А. Щербины был построен в уездном центре Киевской губернии Российской империи в 1892 году.
С 1907 по 1912 год в здании располагалась земская управа Черкасского уезда.
В 1919 году — уездный ревком и штаб борьбы с григорьевскими бандитами.
С 1920 года особняк некоторое время занимал Совет рабочих, крестьянских и солдатских депутатов. В этом здании побывали Г. И. Петровский и П. П. Постышев.
В начале 1930-х годов дом был передан под Дворец пионеров.
В ходе Великой Отечественной войны с 22 августа 1941 до 14 декабря 1943 года город находился под немецкой оккупацией, во время которой в здании находилась жандармерия.
После войны здание было восстановлено, в нём находились Черкасский городской комитет КП(б)У и горком комсомола.
С 1970 года в здании находится городской Дворец бракосочетаний.

## Описание
Здание в стиле модерн, с множеством ажурных арочек, завершающих декоративную колоннаду. Имело два входа — один со стороны Днепра, второй — с противоположной.